# Euphorbia dissitispina
Euphorbia dissitispina är en törelväxtart som beskrevs av Leslie Larry Charles Leach. Euphorbia dissitispina ingår i släktet törlar, och familjen törelväxter. Inga underarter finns listade i Catalogue of Life.